# Goniodoris meracula
Goniodoris meracula is een slakkensoort uit de familie van de Goniodorididae. De wetenschappelijke naam van de soort is voor het eerst geldig gepubliceerd in 1958 door Burn.